# Zurab Karumidze
Zurab Karumidze (en georgiano ზურაბ ქარუმიძე; Tiflis, 22 de agosto de 1957-12 de diciembre de 2023) fue un novelista georgiano en lengua georgiana e inglesa.

## Biografía
Zurab Karumidze se graduó en la facultad de Lenguas y literatura de Europa occidental de la Universidad Estatal Ivane Javakhishvili de Tiflis, en la especialidad de literatura inglesa. En 1984 obtuvo el doctorado con una disertación sobre Ingenio y vanidad en la poesía de John Donne.
Trabajó durante años como investigador asociado para el Centro de Estudios Literarios del Siglo XX en esa misma universidad. En el período 1994-1995 estuvo en la Universidad de Wisconsin-Milwaukee con una beca Fulbright estudiando metaficción estadounidense postmodernista.
Durante varios años ha sido miembro internacional del Centro de Humanidades de la Universidad de Washington en San Luis (Estados Unidos). También ha trabajado para la Fundación Internacional para el Desarrollo Sostenible y para la Fundación Open Society-Georgia. Actualmente es asesor de política exterior del Gobierno de Georgia.

## Obra
Zurab Karumidze publicó su primer cuento en el periódico Literature da skhva en 1990 y en 1995 publicó su poema en prosa Sombrerero loco en la antología literaria Akhali Droeba.
Entre sus obras se encuentran la colección de cuentos Opera y las novelas El mar oscuro de vino y Sobre cabras y hombres. Dagny o una fiesta de amor (2006), novela escrita en inglés, fue incluida en la lista de candidatos para el Premio Literario Internacional de Dublín en 2012 y luego fue publicada en Estados Unidos.
Dos obras muy aclamadas por los lectores georgianos han sido Foxtrot caucasiano y Jazzmine (ჯაზის ყვავილობა). Esta última novela trata sobre el proyecto de la CIA «Embajadores del Jazz» cuya intención era influir en la población de los países del bloque socialista para la «liberación de la mente de las personas»; en última instancia, la obra aborda el choque entre el nacionalismo y la libertad individual.
Karumidze también ha escrito un libro sobre la historia de la música de jazz, La vida del jazz (2009), que obtuvo en 2010 el Premio Literario SABA en la categoría de mejor prosa crítica, ensayística y documental.
De 2013 es su novela Bashi-Achuk o Moby Dick, que habla sobre los abusos en prisión en Georgia.